# Valérie Barizza
Valérie Barizza, née le 14 août 1967 à La Tronche, est une patineuse de vitesse sur piste courte française.
Elle dispute l'épreuve de démonstration des Jeux olympiques de 1988 à Calgary. Aux Jeux olympiques de 1992 à Albertville, elle termine cinquième en relais et vingt-huitième sur 500 mètres, tandis qu'aux Jeux olympiques de 1994 à Lillehammer, elle termine septième en relais et vingt-septième sur 1 000 mètres.
Elle est médaillée de bronze en relais aux Championnats du monde de patinage de vitesse sur piste courte 1992 à Denver.
Elle est sacrée championne de France de patinage de vitesse sur piste courte en 1987 et 1988.